# Журавльовське сільське поселення (Омутинський район)
Журавльо́вське сільське поселення (рос. Журавлёвское сельское поселение) — муніципальне утворення у складі Омутинського району Тюменської області, Росія.
Адміністративний центр — село Журавльовське.

## Історія
Присілок Норна був ліквідований у 2014 році.

## Населення
Населення — 495 осіб (2020; 505 у 2018, 520 у 2010, 608 у 2002).

## Склад
До складу поселення входять такі населені пункти:
| Населений пункт     | Населення, осіб (2002) | Населення, осіб (2010) |
| ------------------- | ---------------------- | ---------------------- |
| Журавльовське, село | 383                    | 372                    |
| Норна, присілок     | 46                     | 0                      |
| Розсвіт, селище     | 68                     | 49                     |
| Тетеркіна, присілок | 5                      | 11                     |
| Шаньгіна, присілок  | 106                    | 88                     |